# Bienheureux martyrs bénédictins de Barbastro

Blason des bénédictins.

Les Bienheureux Martyrs bénédictins de Barbastro sont les 18 bénédictins de la Congrégation de Solesmes, du monastère d'El Pueyo, martyrisés et tués par des miliciens anarchistes au début de la guerre civile espagnole dans la ville de Barbastro, Huesca, en Espagne, et dont la fête est célébrée le 28 août chaque année.
Dans le diocèse de Barbastro, 88 % du clergé a été tué  pendant la persécution religieuse de la guerre civile espagnole.

## Prison
Ils ont été emprisonnés dans le Collège San Lorenzo de Barbastro avec les Clarétains, piaristes et l'administrateur apostolique de Barbastro, Florentino Asensio Barroso, qui ont eu le même sort qu'eux lors des sacas de presos, au cours desquelles ils ont été exécutés.

## Béatification
Ils ont été béatifiés le 13 octobre 2013 par le Pape François dans la cathédrale de Tarragone et leurs noms sont les suivants:
- P. Abel Angel Palazuelos Maruri
- P. Antonio Suarez Riu (Honorato)
- P. Mariano Sierra Almanzor
- P. Leandro Cuesta Andrés
- P. Antoni LLadós Salud (Raimundo)
- P. Santiago Pardo López
- P. Fernando Salinas Romeo
- P. Jaume Caballé Bru (Domingo)
- P. Ramón Sanz de Galdeano Mañeru (Ramiro)
- P. Julio Fernández Muñiz (Ildefonso)
- P. Mariano Palau Sin (Anselmo)
- Hno. Lorenzo Santolaria Ester
- Hno. Antonio Fuertes Boira (Angel)
- Hno. Vicente Burrel Enjuanes
- Hno. Lorenzo Sobrevia Cañardo
- Dom Leoncio Ibáñez Caballero (Lorenzo)
- Dom Angel Carmelo Boix Cosials (Aurelio)
- Dom Martín Donamaría Valencia (Rosendo)